# Neusticurus
Genre
Neusticurus est un genre de sauriens de la famille des Gymnophthalmidae.

## Répartition
Les cinq espèces de ce genre se rencontrent dans le nord de l'Amérique du Sud.

## Description
Ce sont des sauriens diurnes et ovipares, ils sont assez petits avec des pattes petites voire atrophiées.

## Liste des espèces
Selon The Reptile Database (6 janvier 2016) :
- Neusticurus bicarinatus (Linnaeus, 1758)
- Neusticurus medemi Dixon & Lamar, 1981
- Neusticurus racenisi Roze, 1958
- Neusticurus rudis Boulenger, 1900
- Neusticurus tatei (Burt & Burt, 1931)

## Publication originale
- Duméril & Bibron, 1839 : Erpétologie Générale ou Histoire Naturelle Complète des Reptiles. vol. 5, Roret/Fain et Thunot, Paris, p. 1-871 (texte intégral).